# Cape Lookout (Carolina do Norte)

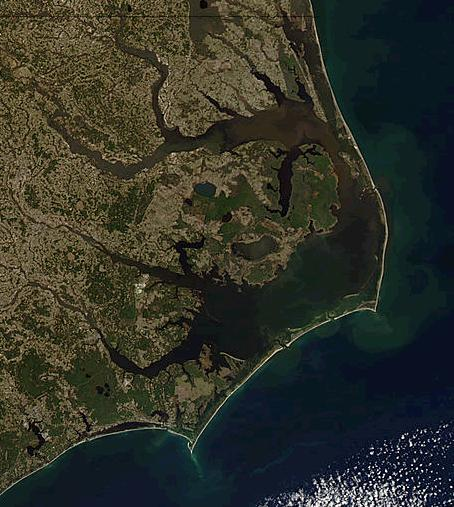
Cape Lookout, à esquerda do centro da imagem da costa da Carolina do Norte. Imagem NASA.

Cape Lookout (em português:Cabo Lookout) é o extremo sul dos Core Banks, uma das ilhas barreira da costa atlântica da Carolina do Norte, nos Estados Unidos. Limita a baía Onslow a oeste da baía Raleigh a leste. Os Core Banks e os Shackleford Banks foram incorporados na Cape Lookout National Seashore.
Cape Lookout pertence administrativamente ao condado de Carteret e fica 18 km a sudeste de Beaufort.
Há um farol no local.
O Furacão Irene atingiu a costa perto do cabo em 27 de agosto de 2011.